# Amaro Averna
Averna es un licor amaro que se produce en Caltanissetta. La sociedad Averna ha sido adquirida en 2014 por el Grupo Campari.

## Historia

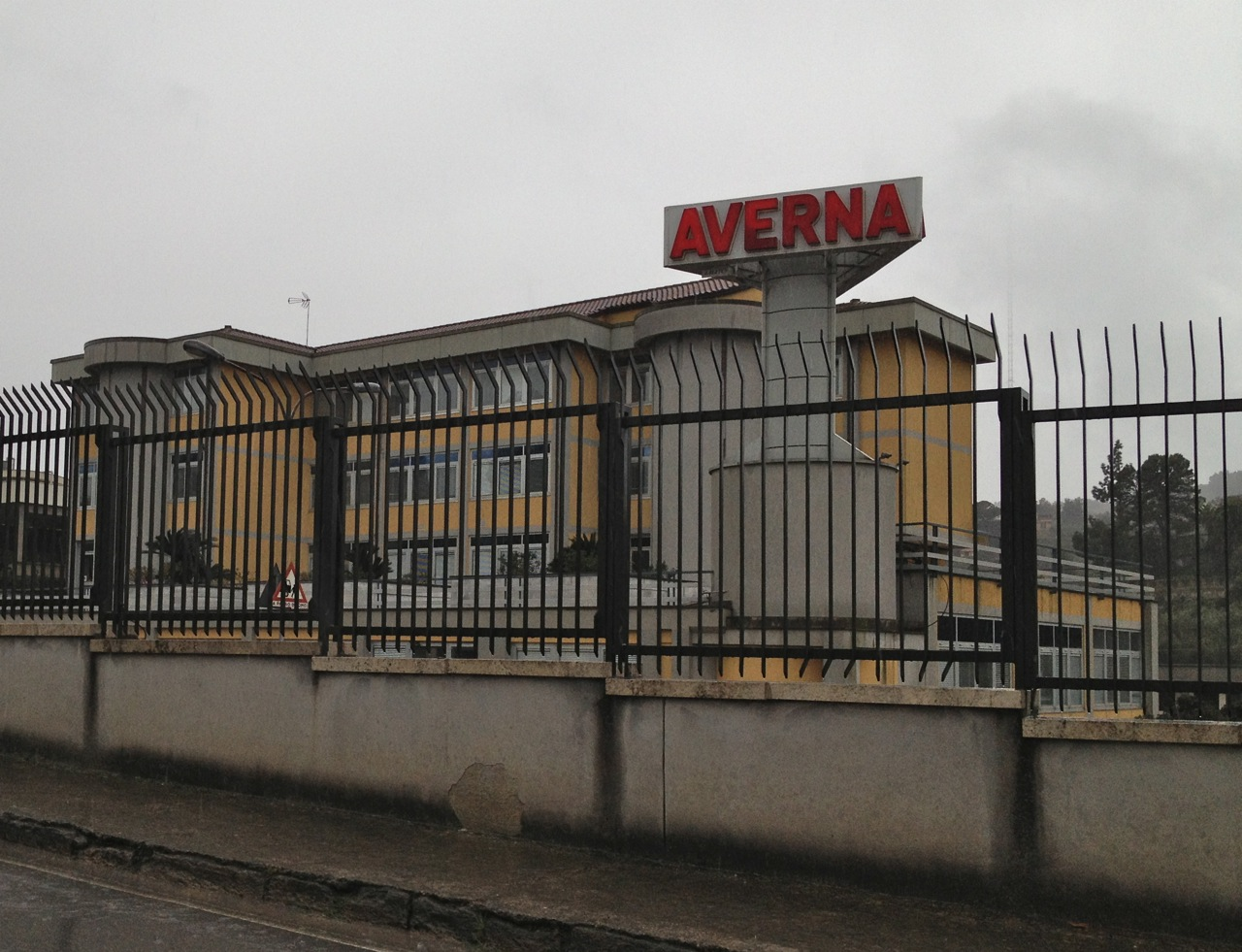
La exfábrica Averna, ahora ya en desuso.

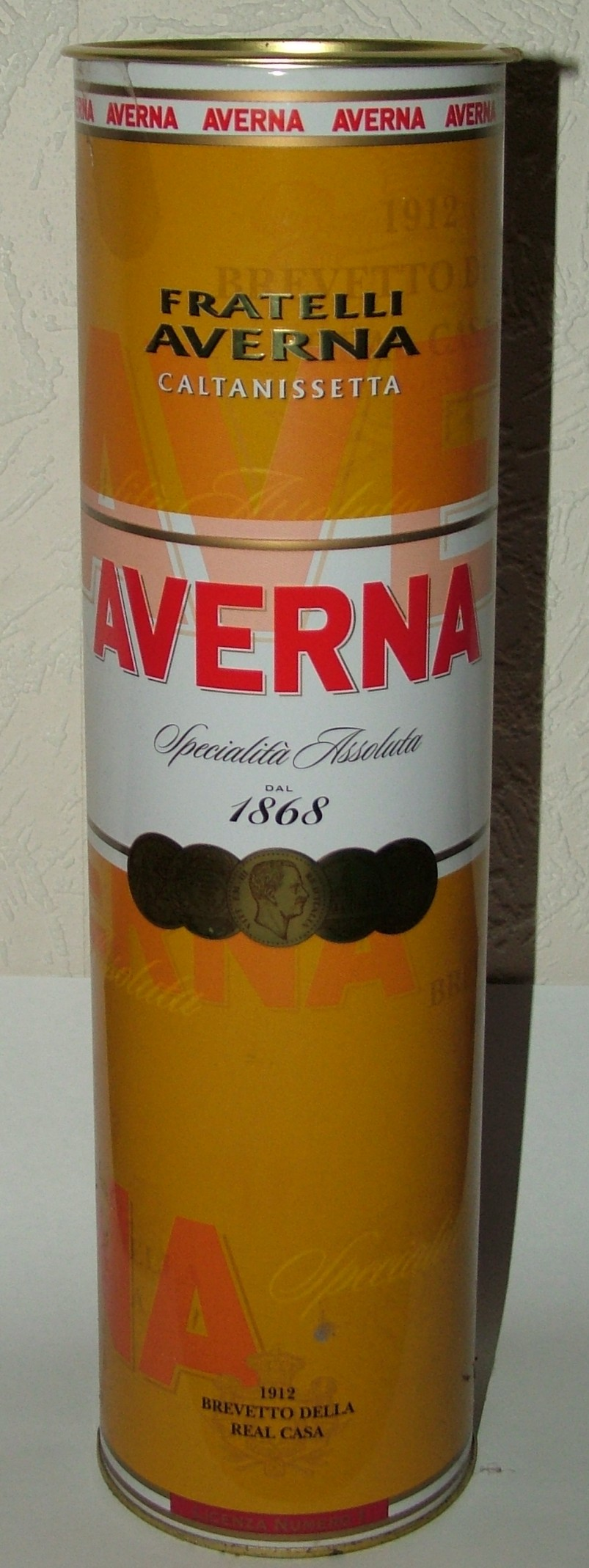
Una confección regalo de Amaro Averna

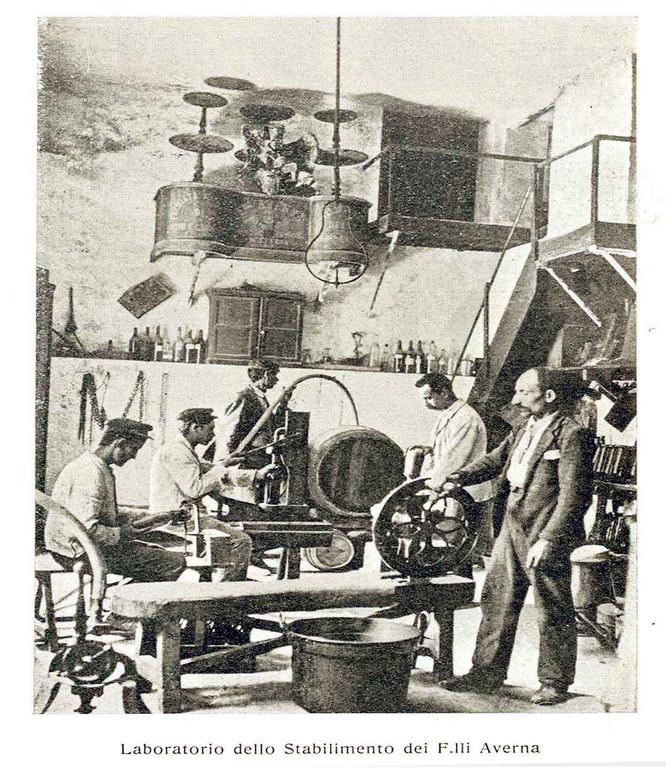
Laboratorio del Establecimiento de los Hermanos Averna, Caltanissetta, 1911.

En el 1802, de un agiata familia de comerciantes de telas, nace Salvador Averna. Criado en Caltanissetta fue uno de los miembros más activos de la comunidad, juez de paz y benefactor de la abadía de Santo Espírito. Aquí, según una tradición antiquísima nacida en las abadías benedettine y difundida en Europa a través los monasterios cistercensi y cluniacensi, los monjes producían, con su receta, un elixir de hierbas que, a pesar de ser "amaro" (amargo), era agradable y poseía, en las despensas populares, dotes tonificantes y terapéuticas. En el 1859, en señal de reconocimiento, los monjes decidieron donar a Salvatore Averna la receta de la infusión y en 1868 empezó la producción de casa Averna.
Fue Francesco Averna, hijo de Salvatore, que emprendió la iniciativa de promover el amaro, participando en diversas ferias, en Italia y fuera. Durante una visita privada del rey Umberto I, en el 1895, el amaro siciliano era ya muy conocido, y Francesco recibió un alfiler de oro con las insignias de casa Savoia. Después de otros éxitos, en el 1912 Vittorio Emanuele III concedió a la Sociedad Averna de poner el stemma real con la escrita "Patente de la Real Casa" sobre la etiqueta del propio licor. La Sociedad Averna se convirtió así en "Proveedora de la Real Casa". Todos estos reconocimientos, en el curso de los años, llevaron Francesco a rediseñar la etiqueta inicial del Amaro enriqueciéndola de todos estos atestados y reconocimientos. En el 1958 la Compañía Averna se convirtió en sociedad para acciones (S.p.a) y algún año después estuvo construido también un nuevo establecimiento.
En el 2014 el Grupo Campari adquiere el 100% de Hermanos Averna. El controvalore de la operación es de 103,75 millones de euros, compuesto por un precio de 98 millones y de una deuda financiera neto de 5,75 millones de euros.

## Características y degustación
Se presenta de color caramello, con un sabor no excesivamente amaro y una gradación alcohólica pareces a 29°, la receta original preveía una gradación alcohólica pareces a 34° vueltos, en los años 2000, 32.º El licor se bebe liso o con hielo, como digestivo o bebida estiva (con mucho hielo) o a temperatura de frigorífico.